# Rio Baïse
O rio Baïse (em occitano:  Baïsa) é um rio do sudoeste de França, com comprimento de 188 km e afluente pela margem esquerda do rio Garona. Nasce no sopé dos Pirenéus, perto de Lannemezan e corre para norte.
Passa pelos seguintes departamentos e comunas:
- No departamento de Hautes-Pyrénées: Lannemezan , Trie-sur-Baïse
- No departamento de  Gers: Mirande , Castéra-Verduzan , Valence-sur-Baïse , Condom
- No departamento de  Lot-et-Garonne: Nérac , Lavardac

Junta-se ao rio Garona perto de Aiguillon.
Entre os seus afluentes estão:
- Rio Gélise (em Lavardac)
  - Rio Osse (em Nérac)
- Rio Petite Baïse (em L'Isle-de-Noé)

## Referência
- http://www.geoportail.fr
- O Baïse na base de dados Sandre